# Happy Hooligan Surprised
Happy Hooligan Surprised est un film américain muet et en noir et blanc d'Edwin S. Porter sorti en 1901. Il s'agit d'une adaptation de la bande dessinée Happy Hooligan.